# Мачкалян, Варгашак Торопович
Варгашак Торопович Мачкалян (Мачкальян; род. 15 сентября 1914, Сухум, Сухумский округ) — советский борец вольного и классического стилей, чемпион и призёр чемпионатов СССР, Заслуженный мастер спорта СССР.

## Биография
Начал тренироваться в 1938 году. В 1940 году выполнил норматив мастера спорта СССР. Участвовал в 20 чемпионатах страны. Судья всесоюзной категории (1975).

## Спортивные результаты

### Классическая борьба
- Чемпионат СССР по классической борьбе 1938 года — ;
- Чемпионат СССР по классической борьбе 1940 года — ;
- Чемпионат СССР по классической борьбе 1944 года — ;
- Чемпионат СССР по классической борьбе 1945 года — ;
- Чемпионат СССР по классической борьбе 1946 года — ;
- Чемпионат СССР по классической борьбе 1947 года — ;

### Вольная борьба
- Чемпионат СССР по вольной борьбе 1945 года — ;
- Чемпионат СССР по вольной борьбе 1946 года — ;
- Чемпионат СССР по вольной борьбе 1947 года — ;
- Чемпионат СССР по вольной борьбе 1948 года — ;
- Чемпионат СССР по вольной борьбе 1949 года — ;
- Чемпионат СССР по вольной борьбе 1950 года — ;
- Чемпионат СССР по вольной борьбе 1951 года — .